# Ивица Шерфези
Ивица Шерфези (Загреб, 1. децембар 1935 — Загреб, 28. мај 2004) је био хрватски кантаутор и певач забавне музике.
У каријери дугој 46 година, објавио је 15 албума који су продати у великим тиражима. 60-их година био је изузетно популаран и у СССР-у, где је одржао на десетине концерата, а имао је запажене наступе и у Источној Немачкој. Неке од његових незаборавних песама су „Сузе лију плаве очи“, „Руже су црвене“, „Ксимерони“.

## Фестивали
Ваш шлагер сезоне, Сарајево:
- Свирај ми, гитаро, '73

Опатија:
- Јучер смо били задњи пут заједно (са Квартетом 4М), (алтернација са Драганом Стојнићем), '68

Београдско пролеће:
- Вјеровали или не, '69
- Љубав је нешто више (дует са Љупком Димитровском), '78

Сплит:
- Реци љубави, '68
- Море, сунце и љето, '69
- Како си могла заборавит, '71
- Тихо, тихо, пјесмо моја, (Вече далматинских шансона)'77
- Елада (Вече Пјесме медитеранских игара), треће место, '78
- Олеандри, олеандри (Вече далматинских шансона), '78
- Гитара, гитара (дует са Љупком Димитровском)), '80
- Маре моја (Вече далматинских шансона), '81
- Машкаре (Вече сплитских бисера, дует са Љупком Димитровском), '88
- Заљубљени, '91

Загреб:
- Довиђења (алтернација са Габи Новак), '59
- Моја љубавна пјесма (алтернација са Габи Новак), '59
- Један дан (алтернација са Зденком Вучковић), '59
- У малом влаку (алтернација са Зденком Вучковић), '59
- Цврчак и мрав (алтернација са Зденком Вучковић), '61
- Тко би вјеровао (алтернација са Бети Јурковић), '61
- Љиљана, '62
- Распродана плоча (алтернација са Марјаном Держај), '63
- Ципеле нове, ципеле старе / Стари трик, '65
- Сандра / Рођендан, '66
- Сватко љуби како зна, '75
- Иза зеленог шала крије се дјевојка мала, '76
- Писма лијепа, писма дуга, '77
- Још увијек волим плаве очи, '85
- Те очи зелене, победничка песма (подела победничке песме са Кићом Слабинцем), '86
- Колико си плакала, '87
- Назови ме кад киша пада, '96

Песма лета:
- Не могу гледати сузе у твојим очима, '67
- Када ти сви окрену леђа, '68
- Ана Марија, '69
- Пијан од твоје љубави, '70
- Yupi Yupi Ya, '71
- Врати се Маријана, '72

Мелодије Истре и Кварнера:
- Дочек на риви, '65

Крапина:
- Куцни се з меном, драги пајдаш, '71
- Так, так, так је то (са групом Нови фосили), '75
- Пенези, пенези (дует са Љупком Димитровском), '78
- Загорска самба, '87
- Још бу пуно лепих цајтов, '88
- Кај нам пак мореју (дует са Љупком Димитровском), '89
- А Сутла си тече (дует са Љупком Димитровском), '90
- Живели вси, '95
- Моја домаја, '96
- Закај си ми лагала, 2002

Југословенски избор за Евросонг:
- Мален је свијет (дует са Зденком Вучковић), треће место, Љубљана '67

Дрезден:
- Љубљански звон (дует са Љупком Димитровском), друга награда публике и трећа награда жирија, '72

Карневалфест, Цавтат:
- Нек' звоне пјесме (дует са Љупком Димитровском), '80
- Луди дани, луде ноћи (дует са Љупком Димитровском), '82

МЕСАМ:
- Још љубави има, '87

Степинчева катедрала:
- Нек' помогне нам драги Бог, '91
- У туђини, '92

Пјесме Подравине и Подравља, Питомача:
- Почини си, мама, '98

Хрватски радијски фестивал:
- Султан (Вече легенди), 2001